# Borden (Kent)
Borden is een civil parish in het bestuurlijke gebied Swale, in het Engelse graafschap Kent.